# Ханово
Ханово (болг. Ханово) — село в Болгарии. Находится в Ямболской области, входит в общину Тунджа. Население составляет 703 человека.

## Политическая ситуация
В местном кметстве Ханово, в состав которого входит Ханово, должность кмета (старосты) исполняет Желязко Стоянов Дичев (коалиция в составе 5 партий: Граждане за европейское развитие Болгарии (ГЕРБ), Демократы за сильную Болгарию (ДСБ), Земледельческий народный союз (ЗНС), Союз свободной демократии (ССД), Союз демократических сил (СДС)) по результатам выборов правления кметства.
Кмет (мэр) общины Тунджа — Георги Стоянов Георгиев (коалиция в составе 2 партий: Болгарская социалистическая партия (БСП) и Болгарская социал-демократия (БСД)) по результатам выборов в правление общины.